# Lizování
Lizování byla činnost, při které se v lese odsekávala část kůry stromů, až na samotné dřevo.

## Způsoby využití
Využívala se převážně v lese a v zalesněných oblastech, kde se takto označovalo: 
- Stěna paseky (hranice dílu lesa), která byla určena k vymýcení, nebo pouze jednotlivé stromy (soušky).
- Trasa lesní cesty, pokud nebyla znatelná v lesním porostu, nebo zasypána sněhem.

Pro tuto činnost se ještě používala synonyma : dělat lihy, nebo dělat lizy.